# Vers-en-Montagne
Vers-en-Montagne is een gemeente in het Franse departement Jura (regio Bourgogne-Franche-Comté) en telt 191 inwoners (1999). De plaats maakt deel uit van het arrondissement Lons-le-Saunier.

## Geografie
De oppervlakte van Vers-en-Montagne bedraagt 8,4 km², de bevolkingsdichtheid is 22,7 inwoners per km².

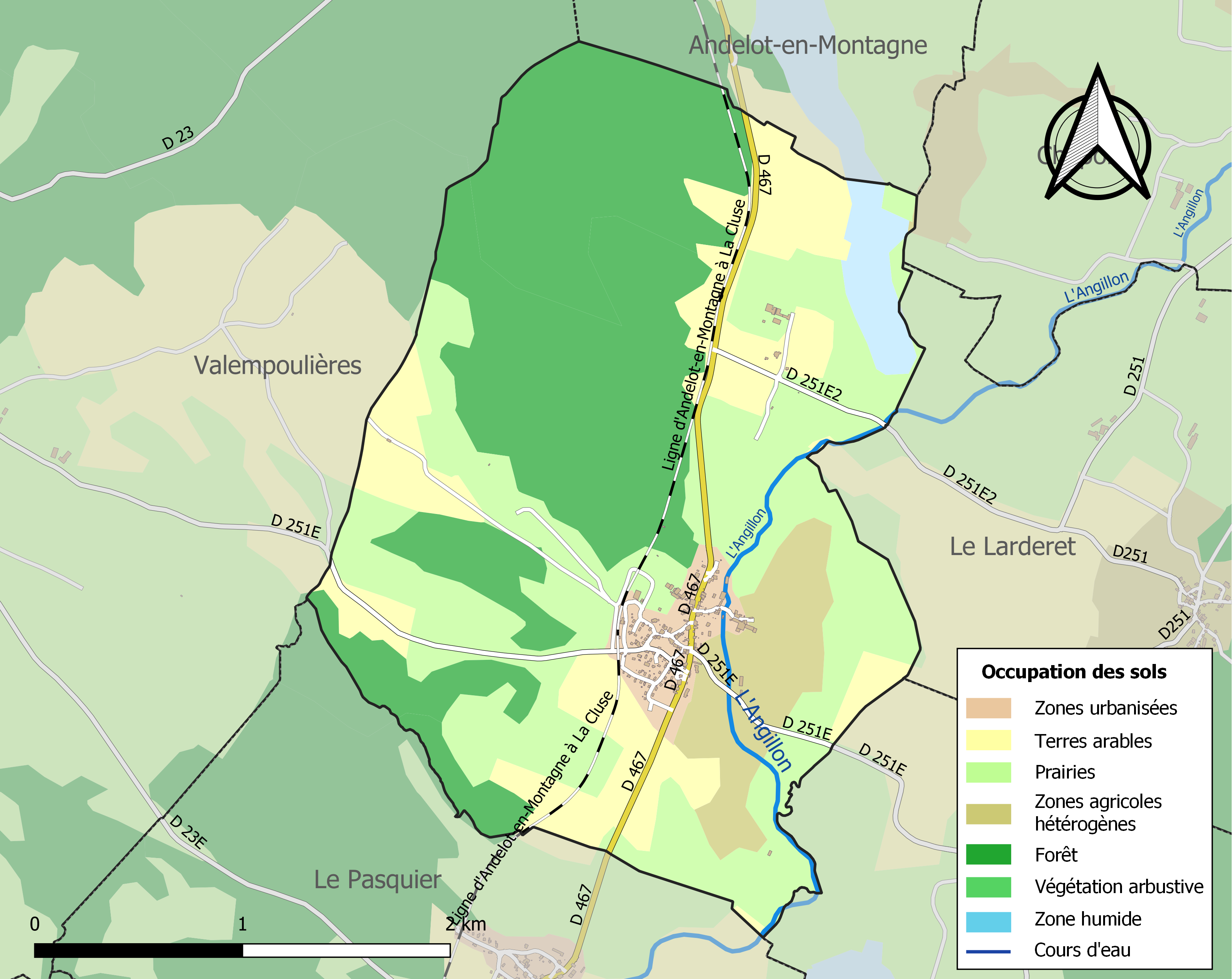
Kaart van de gemeente met de belangrijkste infrastructuur, bodemgebruik en omliggende gemeenten

## Verkeer en vervoer
In de gemeente ligt spoorwegstation Vers-en-Montagne.

## Demografie
Onderstaande figuur toont het verloop van het inwonertal (bron: INSEE-tellingen).